# Eesti Laul 2013
La quinta edizione dell'Eesti Laul si è tenuta dal 16 febbraio al 2 marzo 2013 e ha selezionato il rappresentante dell'Estonia all'Eurovision Song Contest 2013 a Stoccolma.
La vincitrice è stata Birgit Õigemeel con Et uus saaks alguse.

## Organizzazione
L'Eesti Laul è il festival musicale che funge da metodo di selezione nazionale per l'Estonia all'Eurovision Song Contest. La quinta edizione, come le precedenti, è stata organizzata dall'emittente estone Eesti Rahvusringhääling (ERR).
Il festival è stato articolato in due semifinali da 10 partecipanti e una finale, alla quale si sono qualificati i primi 5 classificati delle semifinali scelti da una combinazione del voto di televoto e giuria.

## Partecipanti
La lista dei partecipanti annunciata il 13 dicembre 2012.
| Artista                        | Titolo                                     | Lingua  | Compositori                                             |
| ------------------------------ | ------------------------------------------ | ------- | ------------------------------------------------------- |
| Anisa                          | The Missing Thing                          | Inglese | Alar Kotkas, Pearu Paulus, Ilmar Laisaar, Jana Hallas   |
| Armastus                       | Young Girl                                 | Inglese | Jaan Tätte junior, Taavi Tulev                          |
| Birgit Õigemeel                | Et uus saaks alguse                        | Estone  | Mihkel Mattisen, Silvia Soro                            |
| Elina Born                     | Enough                                     | Inglese | Stig Rästa, Fred Krieger                                |
| Flank                          | Missing Light                              | Inglese | Tõnn Tobreluts, Tauno Tamm, Keio Münti                  |
| Grete Paia                     | Päästke noored hinged                      | Estone  | Grete Paia, Sven Lõhmus                                 |
| Kõrsikud                       | Suuda öelda ei                             | Estone  | Andrus Albrecht, Alari Piispea, Lauri Liivak, Jaan Pehk |
| Liis Lemsalu                   | Uhhuu                                      | Inglese | Rene Puura, Liis Lemsalu                                |
| Liisi Koikson & Söörömöö       | Üle vee                                    | Estone  | Immi                                                    |
| Marie Vaigla                   | Maybe                                      | Inglese | Raul Vaigla, Marie Vaigla                               |
| Marilyn Jurman                 | Moving to Mmm                              | Inglese | Marilyn Jurman, Karl Kanter                             |
| Neogeen                        | Lune sournoise                             | Estone  | Raido Lilleberg, Kalle Raudmets, Mare Sabolotny         |
| Põhja-Tallinn                  | Meil on aega veel                          | Estone  | Jaanus Saks, Mark Eric Kammiste, Alvar-Risto Vürst      |
| Rasmus Rändvee & Facelift Deer | Dance                                      | Inglese | Rasmus Rändvee, Paal Piller, Karl Kallas                |
| Rolf Roosalu                   | With U                                     | Inglese | Rolf Roosalu                                            |
| Rosanna Lints                  | Follow Me                                  | Inglese | Rolf Roosalu, Kristel Aaslaid, Mattias Hapsal           |
| Sarah                          | Taevas valgeks läeb                        | Estone  | Sirli Hiius, Mathura                                    |
| Teele & Tuuli & Ula            | Ring the Alarm                             | Inglese | Priit Uustulnd, Teele Viira                             |
| Tenfold Rabbit                 | Balance of Water & Stone                   | Inglese | Andres Kõpper, Meelik Samel, Martin Petermann           |
| Winny Puhh                     | Meiecundimees üks Korsakov läks eile Lätti | Estonia | Silver Lepaste, Indrek Vaheoja                          |

## Semifinali

### Prima semifinale
La prima semifinale si è tenuta il 16 febbraio 2013 presso l'Estonia Theatre di Tallinn.
I 5 finalisti sono stati: Winny Puhh, Kõrsikud, Grete Paia, Elina Born e Teele & Tuuli & Ula.
| #  | Artista             | Titolo                                     | Punteggio | Punteggio | Punteggio | Posizione |
| #  | Artista             | Titolo                                     | Giuria    | Televoto  | Totale    | Posizione |
| -- | ------------------- | ------------------------------------------ | --------- | --------- | --------- | --------- |
| 1  | Armastus            | Young Girl                                 | 6         | 3         | 9         | 7         |
| 2  | Marilyn Jurman      | Moving to Mmm                              | 3         | 2         | 5         | 9         |
| 3  | Winny Puhh          | Meiecundimees üks Korsakov läks eile Lätti | 9         | 9         | 18        | 1         |
| 4  | Sarah               | Taevas valgeks läeb                        | 1         | 1         | 2         | 10        |
| 5  | Teele & Tuuli & Ula | Ring the Alarm                             | 8         | 5         | 13        | 5         |
| 6  | Rosanna Lints       | Follow Me                                  | 4         | 6         | 10        | 6         |
| 7  | Grete Paia          | Päästke noored hinged                      | 5         | 10        | 15        | 3         |
| 8  | Elina Born          | Enough                                     | 7         | 7         | 14        | 4         |
| 9  | Kõrsikud            | Suuda öelda ei                             | 10        | 8         | 18        | 2         |
| 10 | Anisa               | The Missing Thing                          | 2         | 4         | 6         | 8         |

### Seconda semifinale
La seconda semifinale si è tenuta il 23 febbraio 2013 presso l'Estonia Theatre di Tallinn.
I 5 finalisti sono stati: Rolf Roosalu, Rasmus Rändvee & Facelift Deer, Liisi Koikson & Söörömöö, Põhja-Tallinn e Birgit Õigemeel.
| #  | Artista                        | Titolo                   | Punteggio | Punteggio | Punteggio | Posizione |
| #  | Artista                        | Titolo                   | Giuria    | Televoto  | Totale    | Posizione |
| -- | ------------------------------ | ------------------------ | --------- | --------- | --------- | --------- |
| 1  | Liisi Koikson & Söörömöö       | Üle vee                  | 8         | 4         | 12        | 3         |
| 2  | Birgit Õigemeel                | Et uus saaks alguse      | 2         | 9         | 11        | 5         |
| 3  | Tenfold Rabbit                 | Balance of Water & Stone | 10        | 1         | 11        | 8         |
| 4  | Liis Lemsalu                   | Uhhuu                    | 7         | 3         | 10        | 9         |
| 5  | Marie Vaigla                   | Maybe                    | 9         | 2         | 11        | 7         |
| 6  | Rasmus Rändvee & Facelift Deer | Dance                    | 5         | 7         | 12        | 2         |
| 7  | Rolf Roosalu                   | With U                   | 4         | 8         | 12        | 1         |
| 8  | Flank                          | Missing Lights           | 6         | 5         | 11        | 6         |
| 9  | Neogeen                        | Lune sournoise           | 3         | 6         | 9         | 10        |
| 10 | Põhja-Tallinn                  | Meil on aega veel        | 1         | 10        | 11        | 4         |

## Finale
La finale si è tenuta il 2 marzo 2013 presso il Nokia Concert Hall di Tallinn.
| #  | Artista                        | Titolo                                     | Punteggio | Punteggio | Punteggio | Posizione |
| #  | Artista                        | Titolo                                     | Giuria    | Televoto  | Totale    | Posizione |
| -- | ------------------------------ | ------------------------------------------ | --------- | --------- | --------- | --------- |
| 1  | Rolf Roosalu                   | With U                                     | 4         | 3         | 7         | 9         |
| 2  | Liisi Koikson & Söörömöö       | Üle vee                                    | 8         | 2         | 10        | 5         |
| 3  | Rasmus Rändvee & Facelift Deer | Dance                                      | 5         | 4         | 9         | 7         |
| 4  | Elina Born                     | Enough                                     | 3         | 5         | 8         | 8         |
| 5  | Põhja-Tallinn                  | Meil on aega veel                          | 2         | 7         | 9         | 6         |
| 6  | Kõrsikud                       | Suuda öelda ei                             | 10        | 6         | 16        | 4         |
| 7  | Birgit Õigemeel                | Et uus saaks alguse                        | 9         | 8         | 17        | 1         |
| 8  | Teele & Tuuli & Ula            | Ring the Alarm                             | 1         | 1         | 2         | 10        |
| 9  | Winny Puhh                     | Meiecundimees üks Korsakov läks eile Lätti | 7         | 9         | 16        | 3         |
| 10 | Grete Paia                     | Päästke noored hinged                      | 6         | 10        | 16        | 2         |

### Superfinale
| # | Artista         | Titolo                | Televoto | Posizione |
| - | --------------- | --------------------- | -------- | --------- |
| 1 | Birgit Õigemeel | Et uus saaks alguse   | 51,1%    | 1         |
| 2 | Grete Paia      | Päästke noored hinged | 48,9%    | 2         |

## All'Eurovision Song Contest
L'Estonia si è esibita 2ª nella prima semifinale, dove si è classificata 10ª con 52 punti e si è qualificata per la finale. Esibitasi 7ª, l'Estonia si è classificata 20ª con 19 punti.